# Neslihan Atagül
Neslihan Atagül (Estambul, 20 de agosto de 1992) es una actriz turca. Principalmente reconocida por su papel protagonista en Kara Sevda (2015-2017), una de las series turcas más exitosas internacionalmente, emitida en más de 110 países y única serie turca en la historia galardonada con el Premio Emmy Internacional a la "Mejor Telenovela", además de tener otros dos premios internacionales.  También es muy reconocida internacionalmente por su papel en la serie Sefirin Kızı como Nare Çelebi.
También destacan sus papeles protagonistas en la serie Fatih Harbiye (2013-2014) como Neriman Solmaz y en las películas Araf y Senden Bana Kalan. A lo largo de su carrera como actriz, Neslihan ha recibido numerosos premios y elogios por sus actuaciones, entre los que se encuentra el premio a "Mejor Actriz" de la Academia en el Festival Internacional de Cine de Tokio.

## Biografía
Neslihan Atagül nació el 20 de agosto de 1992 en Estambul. Es hija de Yaşar Şener Atagül, que se dedicaba a la conducción de autobuses y de Perihan Çitlak, ama de casa y estaban divorciados. Su madre es de origen bielorruso y su padre era de origen circasiano .Tiene un hermano llamado Ilkay. El 15 de enero de 2016 fallecía su padre por un ataque al corazón en un hospital privado en Güngören
A los 8 años, se propuso ser actriz. A los 13 años, encontró el número de Erberk Agency, propiedad de Neşe Erberk, adquirió su dirección y fue a registrarse acompañada de su madre.
Estudió teatro en el Departamento de Teatro de la Universidad de Yeditepe.

## Carrera profesional

### Inicios
En 2005, un mes después de registrarse en Erberk Agency, Neslihan Atagül actuó en un comercial. Un año después, en 2006, debutó como actriz en la película İlk Aşk, por el que ganó el primer premio de su carrera como "Joven Actriz Prometedora" en el Festival de Cine Golden Boll. Poco después, obtuvo su primer papel en la serie Yaprak Dökümü y, en los años siguientes participó en otras series como Canım Babam o Hayat Devam Ediyor.
En el año 2012, destacó por su papel protagonista en la película Araf, por el que ganó numerosos premios y fue elogiada por su actuación por una directora japonesa. Además, ganó el premio a la "Mejor Actriz" de la Academia en el prestigioso Festival Internacional de Cine de Tokio.

### 2013-2014Fatih Harbiye
En el año 2013, Neslihan Atagül obtuvo su primer papel protagonista en la serie de drama y romance Fatih Harbiye junto a Kadir Doğulu. La serie es una adaptación del libro homónimo del escritor turco Peyami Safa, publicada en 1931, donde interpretó a Neriman Solmaz, una joven huérfana de su madre que está comprometida con su novio de toda la vida hasta que conoce a Macit Arcaoğlu. 
Fatih Harbiye se estrenó el 31 de agosto de 2013 en el canal Fox (Turquía) y, más tarde, se desplazó hacia Show TV. Tuvo 2 temporadas y finalizó el 10 de diciembre de 2014.

### 2015-2017Kara Sevda, el lanzamiento de su carrera
En el año 2015, llegaría uno de los papeles más importantes de su carrera, el de Nihan Sezin en la serie de drama y romance turca Kara Sevda. La serie, vendida a más de 110 países y traducida a más de 50 idiomas,  se ha convertido en un hito en la historia internacional de las series turcas siendo la primera y única serie turca en ser galardonada con los premios de televisión más prestigiosos del mundo, los premios Emmy Internacional como Mejor Telenovela en 2017. Además recibió el premio especial del jurado en los Seoul International Drama Awards y en 2021 fue galardonada con el Soap Awards como "Mejor Telenovela Internacional". Neslihan Atagül fue la única actriz turca nominada en estos premios como "Mejor Actriz Internacional". Gracias a su papel en la serie, Neslihan Atagül ganó un total de 4 premios, entre los que destaca el premio a la "Mejor actriz de serie dramática" en los Ayaklı Newspaper Awards y su reconocimiento internacional aumentó vertiginosamente. 
Para el rodaje de las escenas acuáticas del primer episodio, que tuvieron lugar en el mar del Estrecho del Bósforo por la noche, Neslihan Atagül y Burak Özçivit estuvieron bajo el agua 8 horas durante dos días con un grupo de buceadores profesionales y recibieron un estricto entrenamiento de apnea durante semanas.
En 2018, debutó en plataformas de transmisión en línea con la serie Dip distribuida por puhutv y que fue seleccionada como la "Mejor Serie Web" en los Golden Umbrella Television Awards.

### 2019-presenteSefirin Kızıy Retirada
En el año 2019, Neslihan Atagül regresó a las pantallas con la serie Sefirin Kızı, interpretando a Nare. Sancar (Engin Akyürek) y Nare están enamorados desde niños pero el padre de Nare no está de acuerdo con su relación y, para impedir que estén juntos, hace desaparecer a su hija y haciendo creer a Sancar que ella huyó arrepentida.  Años después, ambos se reencuentran pero Sancar está preparando su boda con otra chica.
La serie fue emitida por StarTV y tuvo 2 temporadas con un total de 52 capítulos. Se estrenó 16 de diciembre de 2019 y finalizó el 11 de mayo de 2021. Sin embargo, la actriz no pudo completar la serie y anunció su retirada por problemas de salud ya que sufría el "síndrome del intestino permeable". Por su actuación, Atagül ganó el premio como "Mejor Actriz" en el Festival Internacional de Cine Artemis de Izmir y el de "Actriz Internacional del Año". Además, la serie también ha sido distribuida por varios países como Rumanía, Puerto Rico, Paraguay, España, Ucrania, Argentina y Francia.
En el año 2021, Neslihan Atagül viajó a Dubái a la ceremonia de los premios DIAFA acompañada de su marido donde recogió el premio a la "Actriz internacional del año".
En 2022, Neslihan Atagül regresa a la televisión después de superar sus problemas de salud con la serie Gecenin Ucunda que protagoniza junto a su marido Kadir Doğulu con el que ya había compartido protagonismo en 2013 con la serie Fatih Harbiye. Sin embargo, la serie no consiguió conquistar al público turco registrando bajos índices de audiencia.
En 2023, la actriz protagonizó la película Ah Belinda, la adaptación de la película del mismo nombre de Atıf Yılmaz (1986) que fue estrenada en Netflix el 7 de abril de 2023. Desde ese año, la actriz se ha retirado del mundo televisivo de forma temporal. 

## Vida personal
En octubre de 2013, Neslihan  Atagül empezó una relación sentimental con Kadir Doğulu, su coprotagonista en Fatih Harbiye. Se comprometieron en noviembre de 2015 y se casaron en julio de 2016 en el Ajia Hotel, en una ceremonia a la que acudieron más de 200 personas. A finales de los meses de verano de 2024, la actriz confirmó que estaba embarazada.

## Filmografía

### Televisión
| Año       | Título             | Personaje      | Nota(s)                                 | Cadena                             |
| --------- | ------------------ | -------------- | --------------------------------------- | ---------------------------------- |
| 2006-2010 | Yaprak Dökümü      | Deniz          | Actriz de reparto 93 episodios (81-174) | Kanal D                            |
| 2011      | Canım Babam        | Pınar          | Actriz de reparto 13 episodios          | ATV                                |
| 2011-2013 | Hayat Devam Ediyor | Şirin Bakırcı  | Actriz de reparto 46 episodios          | ATV                                |
| 2013-2014 | Fatih Harbiye      | Neriman Solmaz | Protagonista 50 episodios               | Fox Turquía (1-15) Show TV (16-50) |
| 2015-2017 | Kara Sevda         | Nihan Sezin    | Protagonista 74 episodios               | Star TV                            |
| 2018      | Dip                | Bilge          | Protagonista 8 episodios                | Puhtv                              |
| 2019-2021 | Sefirin Kızı       | Nare Çelebi    | Protagonista 36 episodios               | Star TV                            |
| 2022      | Gecenin Ucunda     | Macide         | Protagonista                            | Star TV                            |

### Cine
| Cine | Cine              | Cine          | Cine              |
| Año  | Título            | Personaje     | Notas             |
| ---- | ----------------- | ------------- | ----------------- |
| 2006 | İlk Aşk           | Bahar (joven) | Actriz de reparto |
| 2012 | Araf              | Zehra         | Protagonista      |
| 2015 | Senden Bana Kalan | Elif          | Protagonista      |
| 2023 | Ah, Belinda       | Dilara/Handan | Protagonista      |

## Premios y nominaciones
| Año  | Premio                                                                                       | Categoría                                              | Trabajo       | Resultado | Ref          |
| ---- | -------------------------------------------------------------------------------------------- | ------------------------------------------------------ | ------------- | --------- | ------------ |
| 2006 | Altın Koza Film Festivali                                                                    | Joven actriz prometedora                               | İlk Unşk      | Ganadora  | [ 39 ]       |
| 2007 | Festival de Cine de Moscú 2morrow                                                            | La mejor actriz del presente y del futuro              | Yaprak Dökümü | Ganadora  | [ 39 ]       |
| 2011 | Altın Koza Film Festivali                                                                    | Joven actriz prometedora                               | Canım Babam   | Ganadora  | [ 39 ]       |
| 2012 | 45. SİYAD Ödülleri                                                                           | Cahide Sonku En İyi Kadın Oyuncu                       |               | Ganadora  | [ 39 ]       |
| 2012 | 25º Festival Internacional de Cine de Tokio                                                  | Mejor actriz                                           |               | Ganadora  | [ 40 ] [ 9 ] |
| 2012 | Festival Internacional de Cine de Pune                                                       | Mejor actuación                                        |               | Ganadora  | [ 39 ]       |
| 2012 | 16. Flying Broom International. Festival de Cine de Mujeres                                  | Actriz más joven                                       |               | Ganadora  | [ 39 ]       |
| 2015 | Ayaklı Newspaper Awards                                                                      | Mejor actriz de serie dramática                        | Kara Sevda    | Ganadora  |              |
| 2016 | Golden Object Awards                                                                         | Mejor actriz                                           | Kara Sevda    | Ganadora  |              |
| 2016 | 16º Magazinci.com Internet Media (mejores)                                                   | Mejor actriz                                           | Kara Sevda    | Ganadora  | [ 41 ]       |
| 2016 | Premios Altın Kelebek                                                                        | Mejor actriz de drama                                  | Kara Sevda    | Nominada  | [ 42 ]       |
| 2016 | 6º Ayaklı Gazete TV Stars Awards                                                             | Mejor actriz de drama                                  | Kara Sevda    | Nominada  |              |
| 2016 | KTÜ Media Awards                                                                             | Actriz mejor calificada                                | Kara Sevda    | Nominada  |              |
| 2016 | Müzikonair Awards                                                                            | Mejor actriz                                           | Kara Sevda    | Ganadora  | [ 43 ]       |
| 2016 | Ege University 5th Media Awards                                                              | Mejor actriz                                           | Kara Sevda    | Nominada  |              |
| 2016 | Seoul International Drama Awards                                                             | Mejor actriz                                           | Kara Sevda    | Nominada  |              |
| 2017 | Bilkent TV Awards                                                                            | Mejor actriz                                           | Kara Sevda    | Nominada  |              |
| 2017 | Turkish Children's Awards                                                                    | Mejor actriz                                           | Kara Sevda    | Nominada  |              |
| 2020 | Festival Internacional de Cine Artemis de Izmir                                              | Mejor actriz                                           | Sefirin Kızı  | Ganadora  | [ 39 ]       |
| 2020 | Ceremonia de entrega de premios SE-SAM a quienes llevaron el cine turco del pasado al futuro | El nombre que lleva al cine turco del pasado al futuro |               | Ganadora  |              |
| 2021 | Soap Awards France 2021                                                                      | Mejor actriz internacional                             | Kara Sevda    | Nominada  | [ 44 ]       |
| 2021 | Diafa Dubai 2021                                                                             | Actriz internacional del año.                          | Sefirin Kızı  | Ganadora  | [ 45 ]       |